# Артуро Сілот
Артуро Сілот Торрес (ісп. Arturo Silot Torres; нар. 13 березня 2001, Сантьяго-де-Куба, провінція Сантьяго-де-Куба) — кубинський борець вільного стилю, триразовий срібний призер Панамериканських чемпіонатів, срібний призер Панамериканських ігор, срібний призер Центральноамериканських і Карибських ігор, учасник Олімпійських ігор.

## Спортивні результати на міжнародних змаганнях

### Виступи на Олімпіадах
| Змагання                    | Збірна | Вагова категорія          | Місце |
| --------------------------- | ------ | ------------------------- | ----- |
| Літні Олімпійські ігри 2024 | Куба   | вільна боротьба, до 97 кг | 9     |

### Виступи на Чемпіонатах світу
| Змагання                        | Збірна | Вагова категорія          | Місце |
| ------------------------------- | ------ | ------------------------- | ----- |
| Чемпіонат світу з боротьби 2023 | Куба   | вільна боротьба, до 92 кг | 18    |

### Виступи на Панамериканських чемпіонатах
| Змагання                                   | Збірна | Вагова категорія          | Місце  |
| ------------------------------------------ | ------ | ------------------------- | ------ |
| Панамериканський чемпіонат з боротьби 2022 | Куба   | вільна боротьба, до 97 кг | Срібло |
| Панамериканський чемпіонат з боротьби 2023 | Куба   | вільна боротьба, до 97 кг | Срібло |
| Панамериканський чемпіонат з боротьби 2024 | Куба   | вільна боротьба, до 97 кг | Срібло |

### Виступи на Панамериканських іграх
| Змагання                  | Збірна | Вагова категорія          | Місце  |
| ------------------------- | ------ | ------------------------- | ------ |
| Панамериканські ігри 2023 | Куба   | вільна боротьба, до 97 кг | Срібло |

### Виступи на Центральноамериканських і Карибських іграх
| Змагання                                     | Збірна | Вагова категорія          | Місце  |
| -------------------------------------------- | ------ | ------------------------- | ------ |
| Центральноамериканські і Карибські ігри 2023 | Куба   | вільна боротьба, до 97 кг | Срібло |

### Виступи на інших змаганнях
| Змагання                                                        | Збірна | Вагова категорія          | Місце  |
| --------------------------------------------------------------- | ------ | ------------------------- | ------ |
| Гран-прі «Іван Яригін» 2019                                     | Куба   | вільна боротьба, до 86 кг | 5      |
| Cerro Pelado International 2019                                 | Куба   | вільна боротьба, до 86 кг | 11     |
| Кубок Гранми і Серро-Пеладо з боротьби 2020                     | Куба   | вільна боротьба, до 92 кг | Золото |
| Олімпійський кваліфікаційний турнір з боротьби 2024 (Акапулько) | Куба   | вільна боротьба, до 97 кг | Золото |
| Гран-прі Іспанії з боротьби 2024                                | Куба   | вільна боротьба, до 97 кг | Золото |

### Виступи на змаганнях молодших вікових груп
| Змагання                                                 | Збірна | Вагова категорія          | Місце  |
| -------------------------------------------------------- | ------ | ------------------------- | ------ |
| Панамериканський чемпіонат з боротьби серед юніорів 2019 | Куба   | вільна боротьба, до 86 кг | Срібло |
| Панамериканський чемпіонат з боротьби серед юніорів 2021 | Куба   | вільна боротьба, до 97 кг | Золото |
| Панамериканські ігри серед юніорів 2021                  | Куба   | вільна боротьба, до 97 кг | Золото |